# Vítkov (Opavai járás)
Vítkov település Csehországban, a Opavai járásban. Vítkov Větřkovice, Radkov, Libavá, Odry, Spálov, Březová, Budišov nad Budišovkou, Melč, Čermná ve Slezsku, Svatoňovice és Staré Těchanovice településekkel határos. Lakosainak száma 5641 fő (2024. január 1.).

## Népesség
A település lakosságának változását az alábbi diagram mutatja:
| Lakosok száma | 6110 | 7209 | 6539 | 4575 | 6483 | 6337 | 5787 | 5725 | 5593 | 5641 |
|               | 1869 | 1890 | 1921 | 1950 | 1980 | 2001 | 2017 | 2019 | 2022 | 2024 |

## Híres személyek
- Itt született 1950. július 3-án Jan Zajíc cseh diák, aki 1969. február 25-én a prágai tavasz eltiprása és országa megszállása ellen tiltakozva felgyújtotta magát Prágában.